# Roi-Prêtre de Mohenjo-daro
Le Roi-Prêtre de Mohenjo-daro est une figurine de stéatite sculptée vers 2000-1900 avant notre ère. Elle date de la période tardive de Mohenjo-daro, site archéologique de la civilisation de la vallée de l'Indus, dans l'actuel Pakistan. Découverte lors des fouilles de 1925-1927, la statuette fait désormais partie des collections du Musée national du Pakistan, à Karachi, sous le numéro NMP 50-852. L'œuvre exposée au public est une copie, le musée préférant conserver l'original en lieu sûr.

## Description
La statuette mesure 17,5 cm de haut et environ 11 cm de large. La partie inférieure du corps est manquante : seul ce buste a été trouvé.
Le personnage représenté est un homme barbu dont la lèvre supérieure est rasée. Le nez est long et partiellement endommagé. Le front porte un bandeau dont les deux pans retombent à l'arrière de la tête. Le personnage est vêtu d'un manteau orné d’un motif en forme de trèfle. Les creux du vêtement gardent les traces d’une pâte rouge. Les yeux, aujourd'hui vides, ont été incrustés de coquillages, comme le montrait encore l'état d'un œil lors de la découverte. Le sommet de la tête est poli et biseauté, peut-être pour recevoir un couvre-chef dans un autre matériau.

## Interprétation
Comme le motif trifolié avait traditionnellement une signification religieuse dans le Proche-Orient ancien, Mortimer Wheeler en a conclu que le personnage pouvait être un roi-prêtre ou un dieu.
Le « roi-prêtre » est un type de personnage récurrent dans la glyptique du Proche-Orient ancien, notamment pendant la période d'Uruk. Il se distingue par un bonnet à large bandeau, une barbe arrondie et un chignon. Il a une posture de guerrier ou de chasseur, mais aussi de donateur ou de dispensateur de bienfaits. L'appellation de « roi-prêtre », proposée par Pierre Amiet en 1961, est aujourd'hui contestée.
Pour cette catégorie de sculptures, d'autres interprétations sont envisageables : par exemple, il pourrait s’agir d'orants, de figurines liées au culte des ancêtres ou encore de représentations stylisées de chefs de clan.

## Galerie

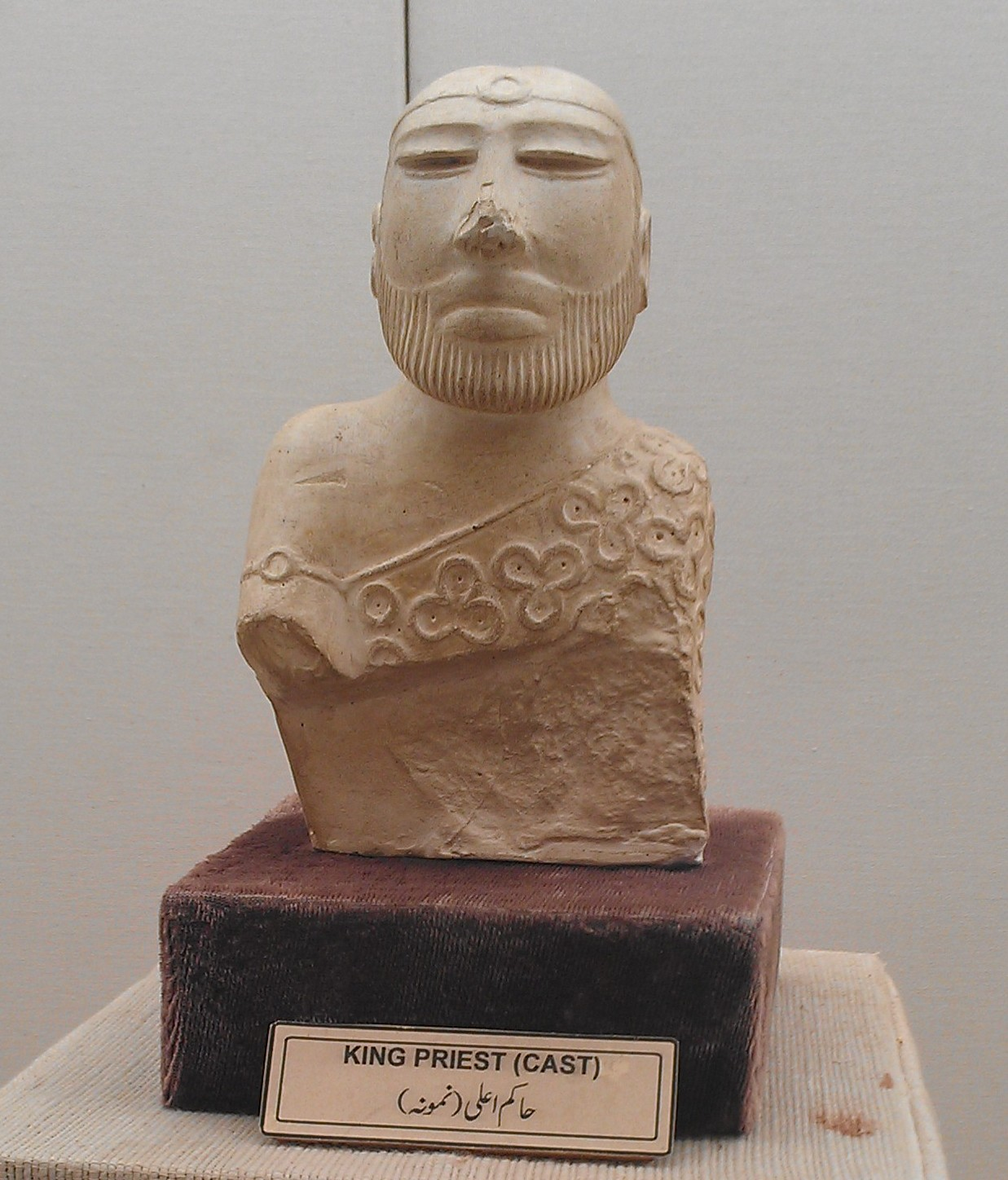
Copie de la statue exposée au Musée national du Pakistan
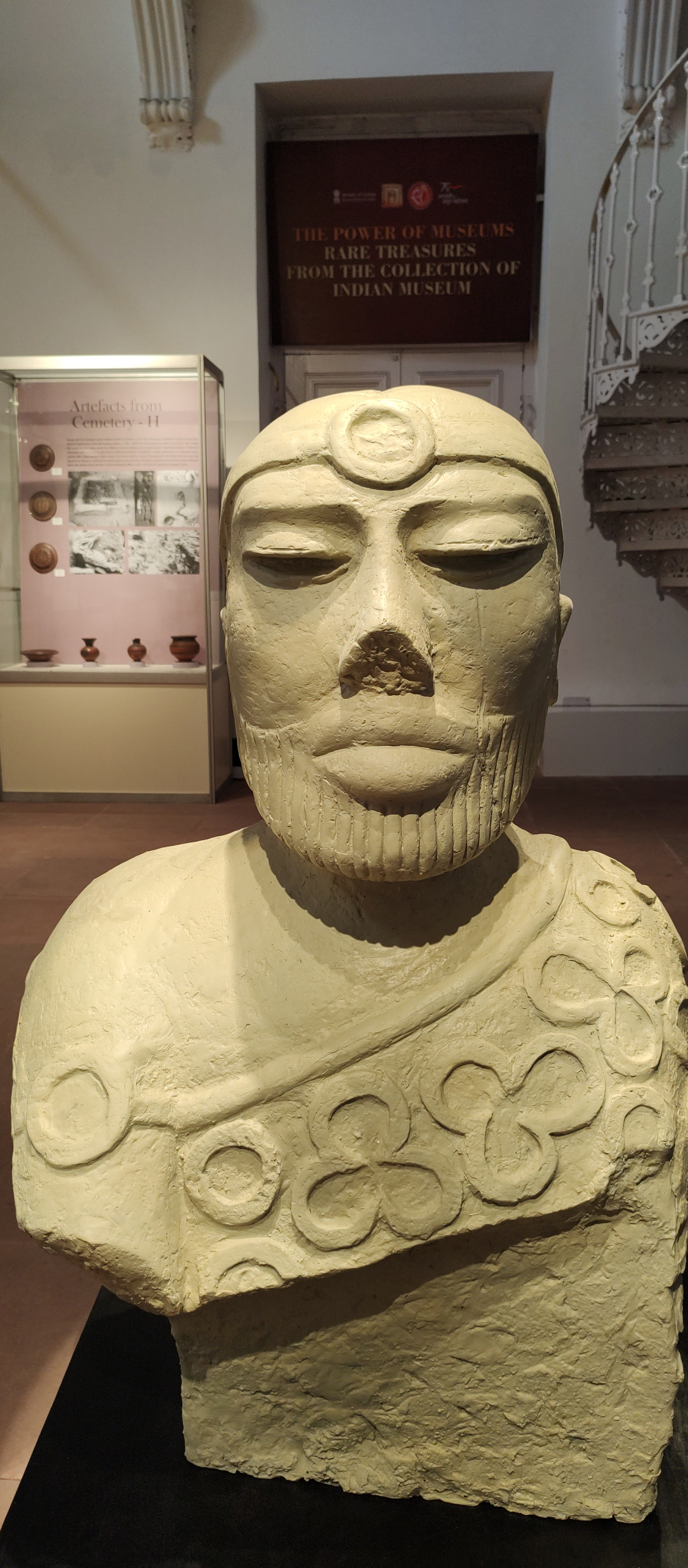
Copie exposée au Musée indien de Kolkata
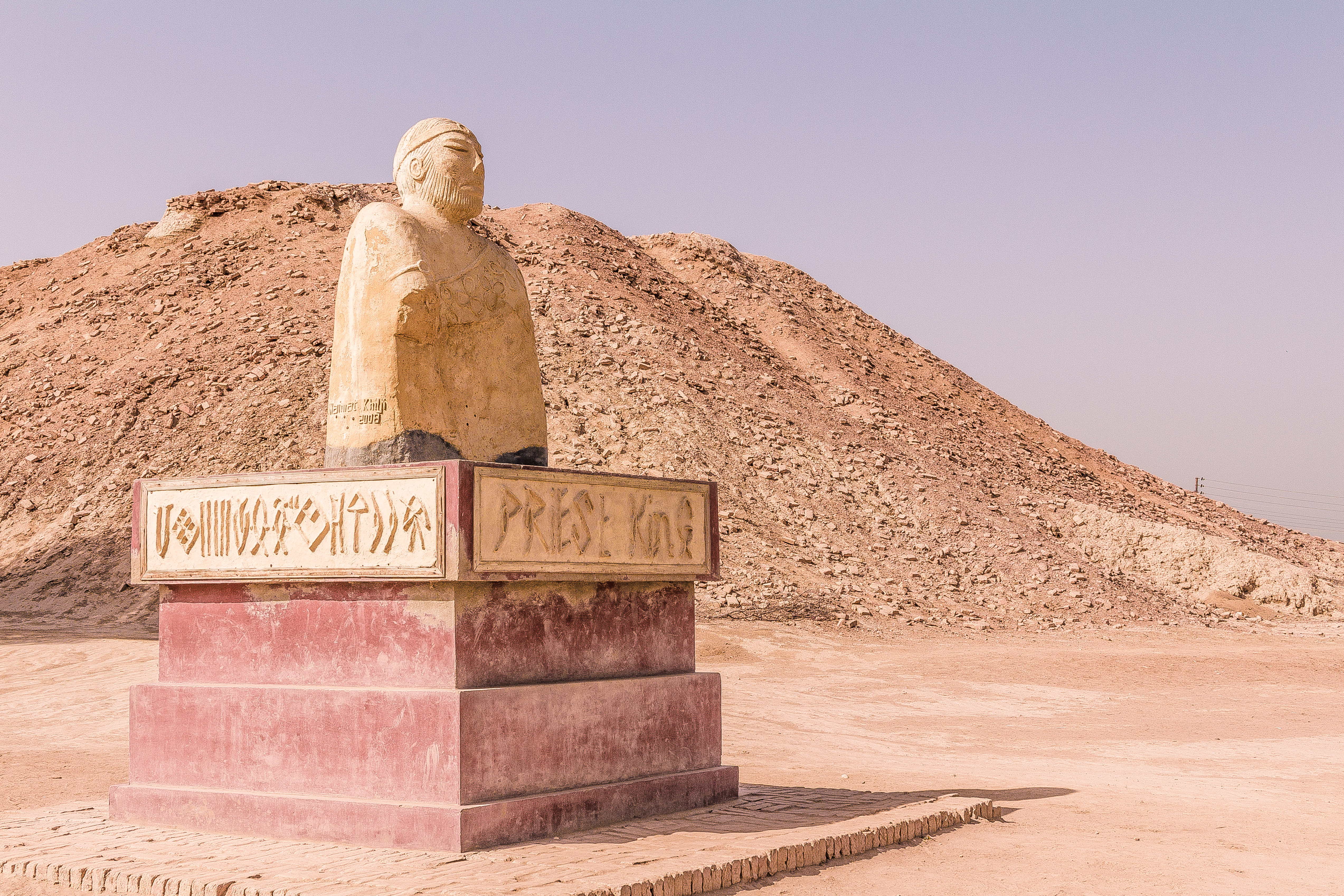
Copie monumentale sur le site de Mohenjo-daro